# Sterling Shepard
(en) Statistiques sur pro-football-reference
Sterling Clay Shepard, né le 10 février 1993 à Oklahoma City, est un joueur américain de football américain.
Il joue à la position de wide receiver en National Football League (NFL) pour la franchise des Buccaneers de Tampa Bay.

## Biographie

### Carrière universitaire
Étudiant à l'université de l'Oklahoma, il joue pour l'équipe des Sooners de 2012 à 2015.
Au terme de la saison 2013, il remporte sur le score de 45 à 31 le Sugar Bowl 2014 disputé contre le Crimson Tide de l'Alabama et y inscrit un touchdown à la suite d'une course de 13 yards.
La saison suivante, il se blesse à l'aine lors du match contre Iowa State en 8e semaine ce qui l'oblige à faire l'impasse sur les deux matchs suivants et limite ses actions pour le reste de la saison,,.
Avec les Sooners, il remporte deux titres de la conférence Big 10 (en 2012 et 2015) et le Sugar Bowl 2014.
Il perd également le Cotton Bowl 2013 (13-41 contre Texas A&M), le Russell Athletic Bowl 2014 (6-40 contre Clemson) et l'Orange Bowl 2015 (13-17 contre Clemson).

### Carrière professionnelle

#### Draft
Choisi par les Giants de New York en 40e position lors du deuxième tour de la draft 2016 de la NFL, il est le cinquième receveur sélectionné lors de cette draft.
| Taille                | Poids          | Bras            | Main           | Sprint   | Sprint   | Sprint   | Shuttle 20 yards | 3 cones drill | Détente        | Détente             | Développé couché | Test Wonderlic |
| Taille                | Poids          | Bras            | Main           | 40 yards | 10 yards | 20 yards | Shuttle 20 yards | 3 cones drill | verticale      | horizontale         | Développé couché | Test Wonderlic |
| 1,78 m (5 ft 10 ¼ in) | 88 kg (194 lb) | 77 cm (30 ⅜ in) | 25 cm (9 ¾ in) | 4,48 s   | 1,55 s   | 2,60 s   | 4,35 s           | 7,00 s        | 1,04 m (41 in) | 3,12 m (10 ft 3 in) | 20 reps          | -              |

#### Giants de New York

##### 2016
Le 6 mai 2016, il signe un contrat de 4 ans avec les Giants pour un montant de 5,94 millions de dollars dont 3,24 millions garantis et un bonus à la signature de 2,52 millions,.
En début de saison, il est désigné titulaire au poste de wide receiver aux côtés d'Odell Beckham Jr.. Il marque un touchdown lors de son premier match professionnel disputé contre les Cowboys de Dallas à la suite d'une réception d'une passe d'Eli Manning. Il termine la saison 2016 avec 65 réceptions pour 683 yards et huit touchdowns.
Les Giants terminent la saison avec un bilan de 11 victoires pour 5 défaites. Shepard fait ses débuts en phase finale de la NFL lors du tour de wild card contre les äckers où il gagne 63 yards en quatre réceptions malgré la défaite 13 à 38. Il est sélectionné dans l'équipe-type des débutants de la NFL par la Pro Football Writers Association,.

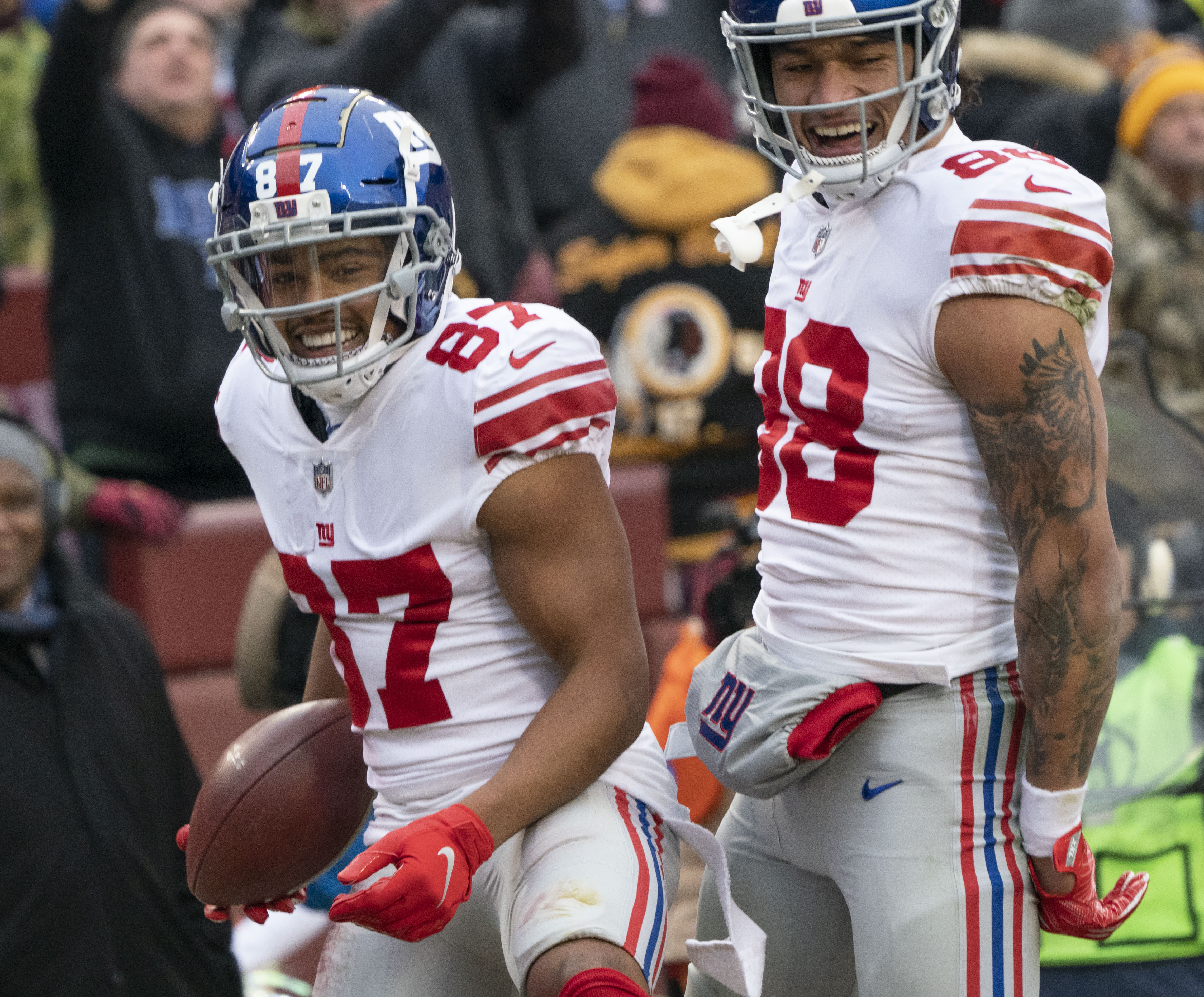
Shepard (à gauche) contre les Redskins de Washington en 2018.

##### 2017
Shepard manque plusieurs rencontres de la saison 2017 en raison de problèmes avérés de migraines. Il réalise son meilleur match en carrière jusque-là contre les 49ers de San Francisco en 10e semaine avec 11 réceptions pour un gain de 142 yards malgré la défaite 21 à 31. Il égale cette performance en 15e semaine contre les Eagles mais y ajoute un touchdown en réception,.

##### 2018
En 7e semaine contre les Falcons, Shepard effectue cinq réceptions pour un gain de 167 yards. Contre les 49ers trois semaines plus tard, il ne réussit que deux réceptions pour 9 yards mais inscrit néanmoins le touchdown de la victoire (27-23).

##### 2019

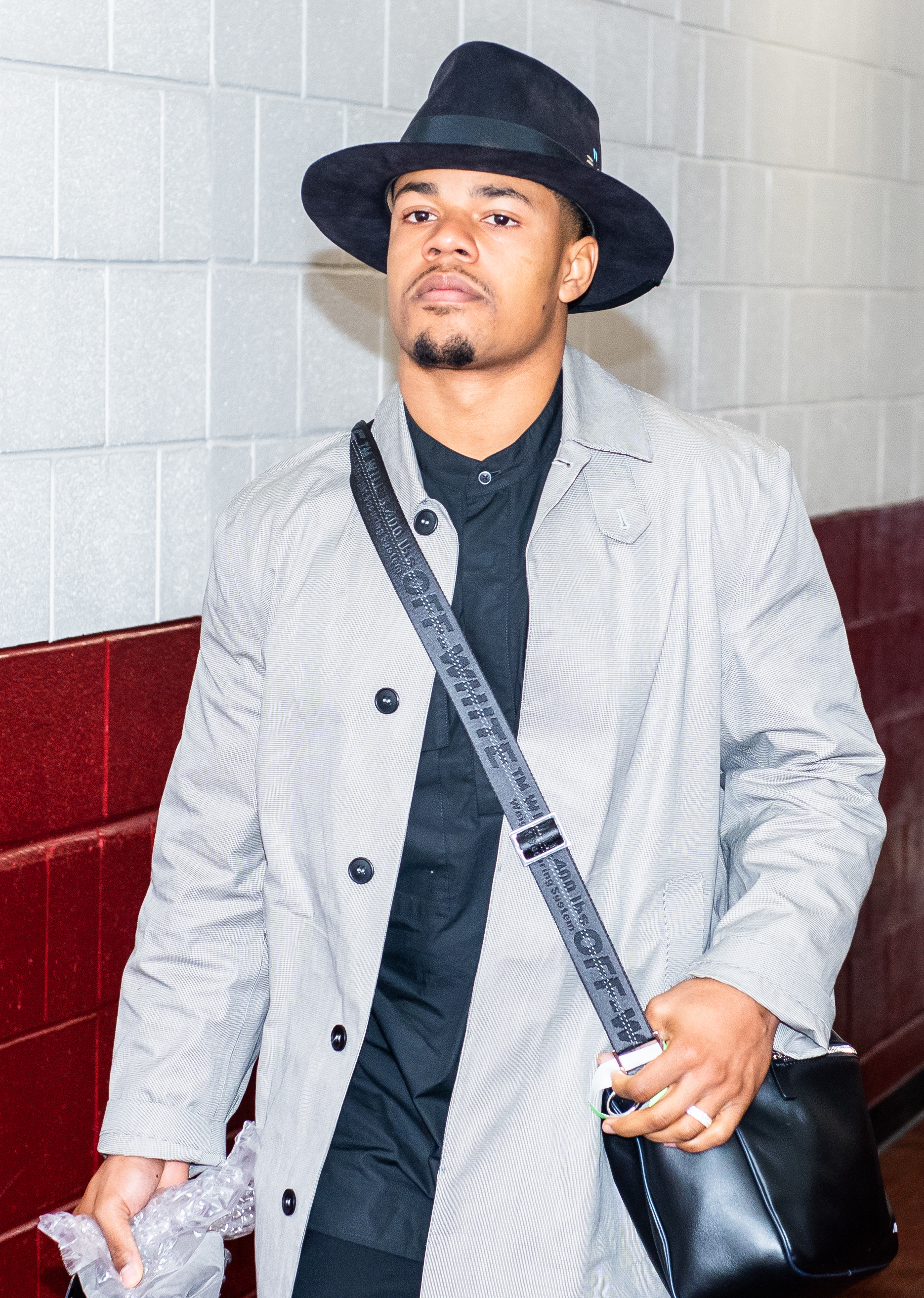
Shepard en 2019.

En avril 2019, il prolonge son contrat avec les Giants pour 4 saisons supplémentaires pour un montant de 41 millions de dollars dont 21,3 millions garantis.
En 3e semaine lors de la victoire 32 à 21 contre les Buccaneers, Shepard réussit sept réceptions pour un gain total de 100 yards. Il réalise sa meilleure performance de la saison en 15e semaine lors de la victoire 36 à 20 contre les Dolphins en effectuant neuf réceptions pour un gain de 111 yards.

##### 2020
Contre les Bears en 2e semaine, Shepard doit quitter le match lors du deuxième quart temps à la suite d'une blessure à un orteil. Il est placé sur la liste des blessés le 23 septembre 2020 et est réactivé le 22 octobre. Lors de la victoire 23 à 19 en 17e semaine contre les Cowboys, Shepard enregistre huit réceptions pour un gain de 112 yards et un touchdown ainsi que 24 yards et un touchdown supplémentaire à la course.

##### 2021
En première semaine, Shepard comptabilise 7 réceptions pour un gain de 113 yards et un touchdown lors de la défaite 13 à 27 contre les Broncos. La semaine suivante, il totalise 9 réceptions pour un gain de 94 yards lors de la défaite 29 à 30 contre la Washington Football Team. En 6e semaine, il compile 10 réceptions pour un gain de 76 yards lors de la défaite 11 à 38 contre les Rams. Shepard se blesse lors du match en 15e semaine contre les Cowboys (rupture du tendon d'Achillles) ce qui met un terme à sa saison,. 
Il termine ainsi la saison avec un bilan de 36 réceptions pour 366 yards et un touchdown en sept matchs joués.

##### 2022
Contre les Cowboys en 3e semaine (défaite 16 à 23), Shepard se déchire le ligament croisé antérieur au cours du quatrième quart temps, ce qui met de nouveau un terme à sa saison,.

##### 2023
Le 12 mars 2023, Shepard signe une prolongation de contrat d'un an avec les Giants. Il participe à 15 matchs terminant avec un bilan de 10 réceptions, 57 yards et un touchdown.

#### Buccaneers de Tampa Bay
Le 10 juin 2024, Shepard signe un contrat d'un an avec les Buccaneers de Tampa Bay. Libéré le 27 août, il est réengagé pour intégrer leur équipe d'entraînement. Iol est promu dans l'effectif principal le 1er octobre 2024.

## Statistiques
| Année       | Équipe                | Statut      | MJ |     | Passes réceptionnées | Passes réceptionnées | Passes réceptionnées | Passes réceptionnées |       | Courses | Courses | Courses | Courses |
| Année       | Équipe                | Statut      | MJ | Nb. | Yards                | Moy.                 | TD                   | Nb.                  | Yards | Moy.    | TD      |         |         |
| 2012        | Sooners de l'Oklahoma | Fr.         | 13 | 45  | 0621                 | 13,8                 | 03                   | 2                    | 19    | 9,5     | 0       |         |         |
| 2013        | Sooners de l'Oklahoma | So.         | 12 | 51  | 0603                 | 11,8                 | 07                   | 6                    | 44    | 7,3     | 1       |         |         |
| 2014        | Sooners de l'Oklahoma | Jr.         | 11 | 51  | 0970                 | 19,0                 | 05                   | 8                    | 41    | 5,1     | 0       |         |         |
| 2015        | Sooners de l'Oklahoma | Sr.         | 13 | 86  | 1 288                | 15,0                 | 11                   | 1                    | 05    | 5,0     | 0       |         |         |
| Totaux NCAA | Totaux NCAA           | Totaux NCAA | 49 | 233 | 3 482                | 14,9                 | 26                   | 17                   | 109   | 6,4     | 1       |         |         |

| Année              | Équipe                  | MJ |                 | Passes réceptionnées | Passes réceptionnées | Passes réceptionnées | Passes réceptionnées |                 | Courses         | Courses         | Courses | Courses |  | Fumbles | Fumbles |
| Année              | Équipe                  | MJ | Nb.             | Yards                | Moy.                 | TD                   | Nb.                  | Yards           | Moy.            | TD              | Nb.     | Perdus  |  |         |         |
| 2016               | Giants de New York      | 16 | 65              | 683                  | 10,5                 | 8                    | 3                    | 31              | 10,3            | 0               | 0       | 0       |  |         |         |
| 2017               | Giants de New York      | 11 | 59              | 731                  | 12,4                 | 2                    | 4                    | 04              | 01,0            | 0               | 1       | 0       |  |         |         |
| 2018               | Giants de New York      | 16 | 66              | 872                  | 13,2                 | 4                    | 3                    | 33              | 11,0            | 0               | 1       | 0       |  |         |         |
| 2019               | Giants de New York      | 10 | 57              | 576                  | 10,1                 | 3                    | 6                    | 72              | 12,0            | 0               | 0       | 0       |  |         |         |
| 2020               | Giants de New York      | 12 | 66              | 656                  | 54,7                 | 3                    | 6                    | 49              | 08,2            | 1               | 0       | 0       |  |         |         |
| 2021               | Giants de New York      | 07 | 36              | 366                  | 52,3                 | 1                    | 1                    | -9              | -9,0            | 0               | 0       | 0       |  |         |         |
| 2022               | Giants de New York      | 3  | 13              | 154                  | 11,8                 | 1                    | 0                    | 0               | 00,0            | 0               | 0       | 0       |  |         |         |
| 2023               | Giants de New York      | 15 | 10              | 057                  | 05,7                 | 1                    | 1                    | 06              | 06,0            | 0               | 1       | 0       |  |         |         |
| 2024               | Buccaneers de Tampa Bay | ?  | Saison en cours | Saison en cours      | Saison en cours      | Saison en cours      | Saison en cours      | Saison en cours | Saison en cours | Saison en cours | ?       | ?       |  |         |         |
| Totaux en carrière | Totaux en carrière      | 90 | 372             | 4 095                | 11,0                 | 23                   | 24                   | 186             | 7,8             | 1               | 3       | 0       |  |         |         |

| Année      | Équipe             | MJ |                     | Passes réceptionnées | Passes réceptionnées | Passes réceptionnées | Passes réceptionnées |                     | Courses             | Courses             | Courses | Courses |  | Fumbles | Fumbles |
| Année      | Équipe             | MJ | Nb.                 | Yards                | Moy.                 | TD                   | Nb.                  | Yards               | Moy.                | TD                  | Nb.     | Perdus  |  |         |         |
| 2016       | Giants de New York | 1  | 4                   | 63                   | 1,8                  | 0                    | -                    | -                   | -                   | -                   | 0       | 0       |  |         |         |
| 2022       | Giants de New York | -  | Blessé n'a pas joué | Blessé n'a pas joué  | Blessé n'a pas joué  | Blessé n'a pas joué  | Blessé n'a pas joué  | Blessé n'a pas joué | Blessé n'a pas joué | Blessé n'a pas joué | -       | -       |  |         |         |
| Totaux NFL | Totaux NFL         | 1  | 4                   | 63                   | 1,8                  | 0                    | -                    | -                   | -                   | -                   | 0       | 0       |  |         |         |

## Vie privée
Son père, Derrick Shepard (en), a joué à Oklahoma et en NFL entre 1987 et 1991 en tant que wide receiver. Il meurt alors que Sterling est âgé de six ans,,. Ses oncles, Darrell (en) (1980–1981) et Woodie (1975–1979) ont également joué avec les Sooners.
Shepard a épousé la top modèle Chanel Iman le 3 mars 2018. Leur premier enfant, Cali Clay naît le 10 août 2018. Le 17 décembre 2019, ils accueillent leur deuxième fille, Cassie Snow Shepard. En janvier 2022, Shepard et Iman annoncent qu'ils vont divorcer.